# Fonoskopia
Fonoskopia (z gr. phone – dźwięk, skopeo – patrzę) – technika śledcza mająca na celu zbadanie autentyczności nagrania, odtworzenie i spisanie treści rozmowy, identyfikację mówcy na podstawie analizy mowy. Do jej zadań należy także korekcja nagrań, mająca na celu poprawienie wyrazistości i zrozumiałości mowy. W Polsce stosowana od początku lat 60. Pierwsza pracownia fonoskopii powstała w Zakładzie Kryminalistyki Komendy Głównej MO. Pierwsze publikacje z fonoskopii w Problemach Kryminalistyki, mające praktyczne znaczenie w uprawianiu tej dziedziny kryminalistyki, wyszły spod pióra Stanisława Błasikiewicza i Wiesława Bednarczyka, ekspertów ZK KGMO.
W połowie lat 60. na uniwersytecie im. Humboldtów w Berlinie Ch. Koristka rozpoczął badania dotyczące identyfikacji osób na podstawie głosu utrwalonego na taśmie magnetofonowej. Nowa dziedzina wiedzy została wówczas nazwana "akustyką kryminalistyczną". Do tej pory możemy spotkać się często z tą nazwą (np. w zagranicznych artykułach). Zaznaczyć trzeba jednak, iż początki prób identyfikacji na podstawie dźwięku sięgają II wojny światowej, kiedy to pod uwagę brano rozpoznawanie głosu osób używających niemieckich wojskowych linii komunikacyjnych.
Wraz z rozwojem technicznym pojawiło się coraz więcej sposobów wzajemnej komunikacji, oraz jej zarejestrowania. Podstawowe rodzaje nagrań jakimi zajmuje się fonoskopia to:
- nagrania wykonane przez jednego z uczestników rozmowy lub zdarzenia;
- nagrania pochodzące z podsłuchów;
- nagrania ujawnione w trakcie przeszukania;
- nagrania powstałe przypadkowo;
- nagrania rejestrujące pracę np. centrów dowodzenia policji, rozmowy załogi samolotu z wieżą kontroli lotów, itp.

Polskie sądownictwo jako jedne z pierwszych na świecie (już w 1960 roku) dopuściło jako dowód w sprawie zapis fonoskopijny (było to nagranie magnetofonowe).
Zapis dźwięku może w sprawie sądowej pełnić różne funkcje. I tak może być:
- narzędziem przestępstwa – np.: pirackie odtwarzanie nagrania czy telefon z informacją o podłożeniu bomby;
- dokumentacją przestępstwa – np.: nagranie rozmowy podczas planowania przestępstwa lub podżegającej do czynu karalnego;
- dokumentacją zdarzenia – np.: rejestracja meldunków policyjnych, zgłoszeń w pogotowiu itp.

Kiedy już ekspert od fonoskopii otrzyma nagranie, przeważnie zaczyna od zrobienia jego kopii. Może też:
- odtworzyć treść nagrania i ją spisać;
- wykonać korekcję nagrania, odtworzyć mowę zakłóconą i szept;
- zbadać autentyczność zapisu;
- dokonać identyfikacji lub eliminacji osób w obrębie badanego zapisu.

W pewnych sytuacjach możliwe jest także:
- wnioskowanie o osobowości i pochodzeniu mówcy, jego stanie emocjonalnym i psychicznym, chorobach i zaburzeniach narządów mowy;
- identyfikacja specyficznych odgłosów, czasu i miejsca rejestracji oraz określenie kontekstu sytuacyjnego nagrania;
- identyfikacja sprzętu na którym zostało wykonane nagranie (taśmy, magnetofonu, mikrofonu itd.);
- identyfikacja osób biorących udział w nagraniu.

Podczas zapisu, zmianie ulegają niektóre cechy fizyczne nośnika: mechaniczne, magnetyczne lub optyczne. Mechaniczne zmiany są zazwyczaj nieodwracalne. Dźwięk może zyskać formę sygnału cyfrowego lub analogowego. Najczęściej spotykane nośniki analogowe to:
- kasety magnetofonowe typu compact;
- mikrokasety, również z rejestratorów rozmów;
- kasety wideo (np.: VHS, Video 8 mm);
- i od czasu do czasu taśmy do magnetofonów szpulowych.

Jeśli chodzi o zapis cyfrowy, to ekspertom trafiają w ręce:
- komputerowe pliki dźwiękowe w różnych formatach i na różnych nośnikach:
  - dyski optyczne CD (np.: CD-R, CD-RW, DVD);
  - dyski magnetyczne stałe i wymienne, dyskietki z cyfrowych rejestratorów rozmów;
  - pamięci półprzewodnikowe;
- CD-Audio
- minidyski MD;
- kasety DAT i DV;

- rejestratory poczty głosowej.

Oczywistą rzeczą jest, że kiedy taki nośnik trafia w ręce fachowców, to pierwszą czynnością jest po prostu odsłuchanie co na nim zapisano. Przyjmuje się, że czas potrzebny do odsłuchania 1 minuty nagrania dobrej jakości wynosi ok. 1 godzinę, a jeśli nagranie jest złej jakości, to może się on wydłużyć nawet do 3 godzin. Po pierwszym odtworzeniu nagrania eksperci są w stanie ustalić takie dane techniczne zapisu jak: rodzaj dźwięku i jego nośnika, prędkość zapisu i jego częstotliwość, szum i charakter zakłóceń, oraz długość nagrania.
Po odsłuchaniu wykonywana jest kopia nagrania przeznaczona do dalszego opracowywania. Kopia taka wykonywana jest w laboratorium, przy użyciu specjalistycznego sprzętu, tak aby nie utracić nic z utrwalonej informacji. Jeśli istnieje potrzeba, można wykonać korekcję nagrania poprzez np. minimalizację zakłóceń, korektę prędkości przesuwu taśmy, korektę położenia i skosu głowicy magnetofonu, kompresję i dekompresję sygnału itd.
Aby sąd uznał nagranie za dowód konieczne jest wykazanie jego autentyczności. Badanie autentyczności nagrania polega na ocenie integralności zapisu całego zdarzenia (np. rozmowy) przy uwzględnieniu takich zjawisk zachodzących w trakcie nagrania, na które potencjalny fałszerz nie mógł mieć wpływu.
W tym celu bada się m.in.: treść rozmowy, linię intonacyjną zarejestrowanych słów, fraz, zdań oraz bada się ciągłość sygnałów wynikającą z psychofizjologicznego procesu mówienia, kontekstu sytuacyjnego, warunków akustycznych, oraz jakości urządzeń rejestrujących (a w pewnych przypadkach także przekazujących dźwięk). Po wykonaniu badania autentyczności zapisu można odpowiedzieć na następujące pytania:
- czy zapisano całą rozmowę czy tylko jej fragmenty;
- czy po nagraniu nic z niego nie usunięto (np. fragmenty zdań, słowa);
- czy nie zmieniono kolejności wypowiedzi;
- jeśli zmontowano dane nagranie to czy z jednej, czy też kilku innych rozmów;
- czy nagranie lub nagrania zarejestrowano na tym samych sprzęcie i w tych samych warunkach akustycznych.

Niektóre cyfrowe rejestratory rozmów posiadają informację o powstaniu nagrania zaszytą w nagłówku pliku. W przeciwnym razie stuprocentowe potwierdzenie autentyczności nagrania cyfrowego nie jest właściwie możliwe.
Jeśli istnieje pewność, że nagranie jest autentyczne, można przystąpić do dalszych badań, w tym do identyfikacji osób biorących udział w nagraniu.
Identyfikacja osób jest jednym z najbardziej skomplikowanych problemów związanych z analizą fonoskopijna. Przedmiotem badania jest mowa ludzka. W Polsce stosowana jest sprawdzona metoda nazwana metodą językowo-pomiarową. Została ona opracowana już w 1965 r. na podstawie zarówno badań teoretyczno – eksperymentalnych, jak i analizy nagrań gromadzonych w praktyce śledczej. Polega ona na badaniu ogółu indywidualnych cech mowy, takich jak np.:
- sposób artykułowania głosek i ich akcentowania;
- sposób oddychania;
- dobór i zakres używanego słownictwa;
- budowa zdań;

oraz na ocenie parametrów mierzalnych (m.in. częstotliwości podstawowej, wysokości tonów, energii sygnału mowy). Uwzględniane są więc wszystkie zjawiska psychofizyczne zachodzące w procesie mówienia, a nie tylko fizyczne właściwości samego dźwięku. Metoda ta pozwala nie tylko ustalić czy dany tekst mówi określona osoba, ale również, czy przypadkiem nie czyta z kartki lub nie cytuje wyuczonego tekstu.
Oczywiście aby zidentyfikować jednoznacznie "oratora", należy dysponować odpowiednim materiałem porównawczym. Najtrudniejsze jest porównywanie materiału, gdy nagranie dowodowe zostało wykonane w stanie silnego wzburzenia emocjonalnego osoby mówiącej. Generalnie obowiązuje zasada, że im mniej nagrania dowodowego, tym więcej należy uzyskać materiału porównawczego.
Innym podejściem do problemu identyfikacji (stosowanym między innymi w USA, Japonii, Arabii Saudyjskiej, Maroku, Iranie, RPA i UE) jest skupienie się na identyfikacji fizycznych parametrów głosu osoby mówiącej, z całkowitym pominięciem strony językowej wypowiedzi.
Metodzie opracowanej przez L. G. Kerstę nadano nazwę voiceprint. Opiera się to na założeniu, iż indywidualna budowa narządów mowy człowieka jest tak charakterystyczna, że jednoznacznie determinuje parametry dźwięków przez niego wydawanych. Stąd wizualizowanie dźwięku (zbudowanie tzw. sonogramu) pozwala uzyskać jego indywidualna charakterystykę oraz w dużym stopniu uniezależnić opinię od subiektywnych wrażeń eksperta. Identyfikacji dokonuje komputer. Kontrowersję wzbudza założenie, iż głos człowieka nie zmienia się na przestrzeni czasu i jest cały czas taki sam. A więc nie mogą wpłynąć na niego takie czynniki jak wiek, zmiany anatomiczne, kontekst, wpływ leków, narkotyków lub używek, stan emocjonalny itd. Teza ta jest ostatnio mocno krytykowana.
Współczesne metody, oprócz odpowiedzi na pytanie: kto mówił, pozwalają czasem odpowiedzieć również na pytanie: gdzie mówił. Bada się tu fragmenty nagrania związane z akustyką wnętrz, np.:
- widmo częstotliwości sygnału;
- pogłos;
- efekty akustyczne i charakterystyczne szumy.